# والویچیک
والویچیک (انگلیسی: Valuychik) یک شهرک در بخش کراسنوگفاردیسکی استان بلگورود کشور روسیه است.